# Beuvron (Loire)
Der Beuvron ist ein Fluss in Frankreich, der in der Region Centre-Val de Loire verläuft. Er entspringt im Gemeindegebiet von Coullons, in 180 Metern Seehöhe, entwässert zuerst nach Norden, dreht dann Richtung Südwest und mündet nach rund 115 Kilometern westlich von Candé-sur-Beuvron als linker Nebenfluss in die Loire. Auf seinem Weg durchquert er die Landschaft der Sologne und berührt die Départements Loiret, Cher und Loir-et-Cher.
Bei Lamotte-Beuvron erreicht der Fluss den ehemaligen Schifffahrtskanal Canal de la Sauldre.

## Orte am Fluss

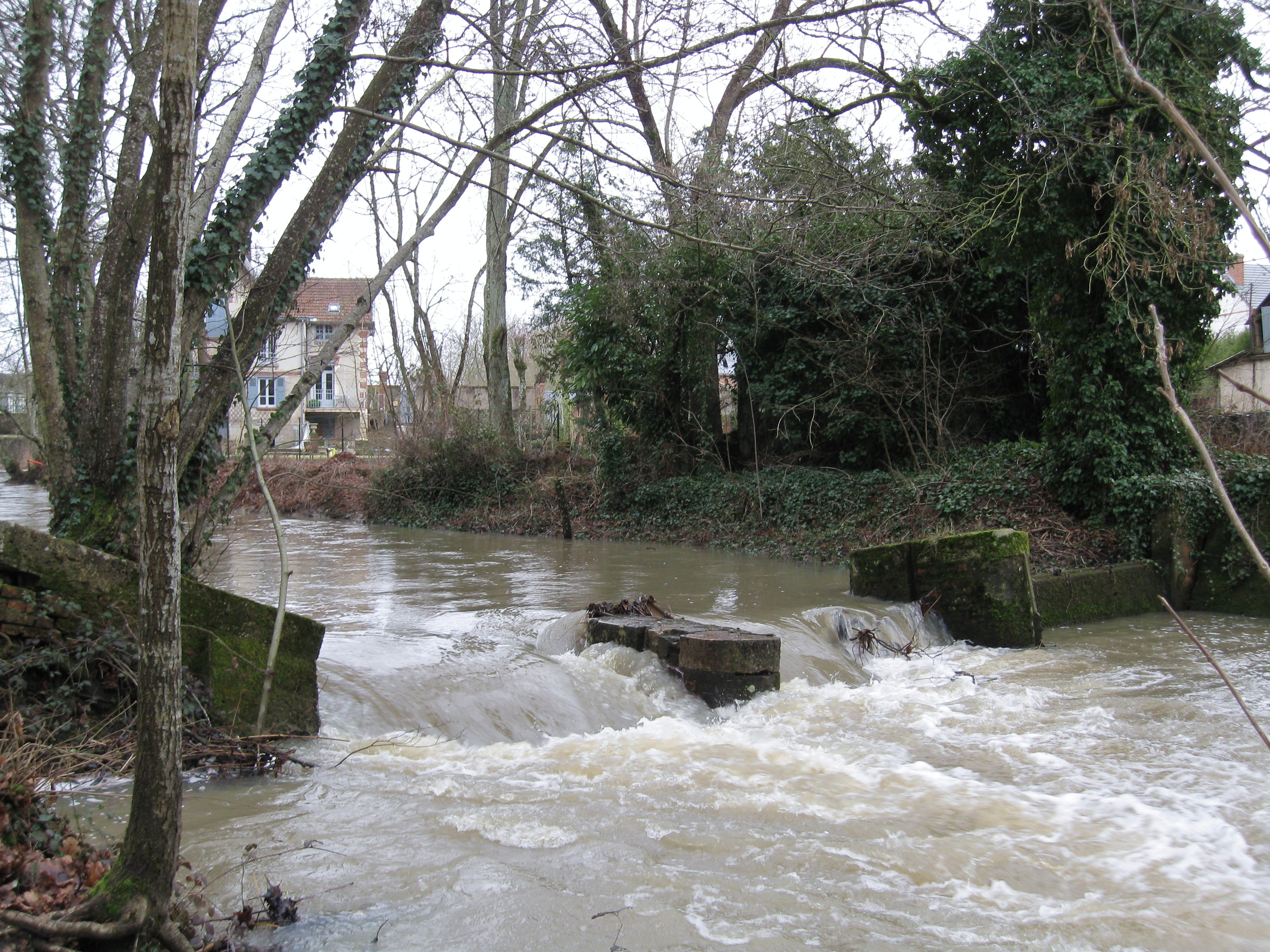
Der Beuvron in Lamotte-Beuvron

- Cerdon
- Lamotte-Beuvron
- Neung-sur-Beuvron
- Bracieux
- Tour-en-Sologne
- Cellettes
- Les Montils
- Candé-sur-Beuvron